# 292 до н. е.

## Події
- Під час походу проти гетів, що жили за Дунаєм, Лісімах потрапив у полон разом із більшою частиною свого війська, але був звільнений царем, якому дав у дружини свою дочку.